# Citrinina
La citrinina è una micotossina originariamente isolata nel 1931 da Hetherington e Raistrick da una coltura del fungo Penicillium citrinum. Viene prodotta anche da altre specie di funghi Penicillium, Monascus, e Aspergillus. 